# Castell de Sant Joan

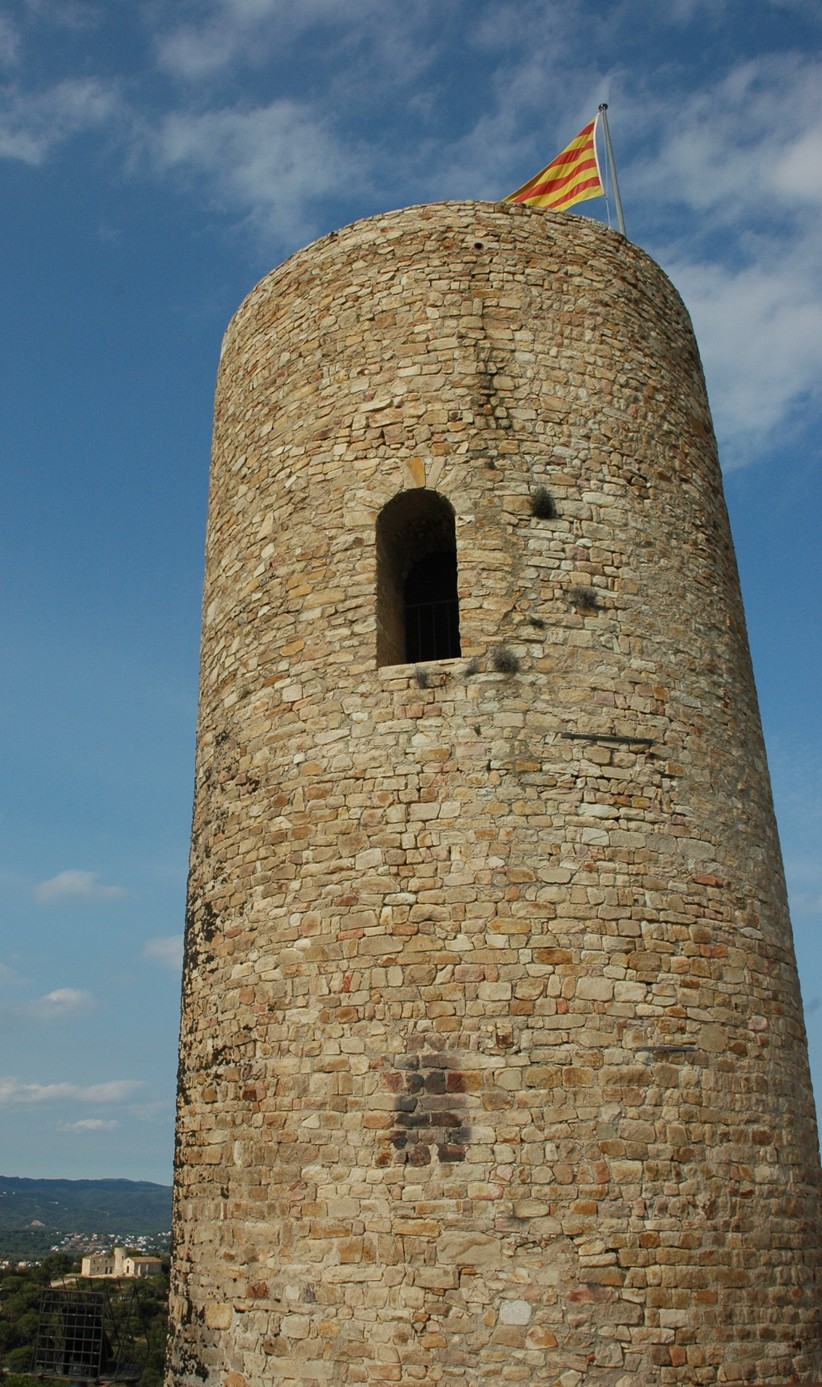
La torre

Il Castell de Sant Joan (in spagnolo Castillo de San Juan) è un castello situato sulla cima del colle Sant Joan a Blanes in Catalogna (Spagna), e dal quale può osservarsi un panorama eccezionale della città, della comarca della Selva e, nei giorni di cielo terso,  finanche del Montjuïc di Barcellona.
Il castello fu costruito nella metà del XIII secolo su una fortificazione preesistente e nel secolo XVI venne innalzata una torre di vedetta per sorvegliare il mare e prevenire le scorrerie dei pirati saraceni che popolavano il mar Mediterraneo.
Vicino al castello sorge l'Ermita de Sant Joan.